# FC Mika
FC Mika (limba armeană: Ֆուտբոլային Ակումբ Միկա Երեւան) este un club de fotbal din Yerevan, Armenia care evoluează în Prima ligă armeană.

## Lotul de jucători
| Nr. |          | Poziție | Jucător            |
| --- | -------- | ------- | ------------------ |
| 1   | Armenia  | P       | Yervand Arakelyan  |
| 2   | Armenia  | F       | Virab Meytikhanyan |
| 3   | Armenia  | F       | Armen Petikyan     |
| 4   | Armenia  | M       | Arsen Meloyan      |
| 5   | Armenia  | A       | Armen Shahgeldyan  |
| 6   | Armenia  | M       | Artashes Antonyan  |
| 7   | Serbia   | M       | Ivan Ristić        |
| 8   | Armenia  | M       | Tigran Davtyan     |
| 9   | Armenia  | M       | Karen Avoyan       |
| 10  | Armenia  | A       | Karen Muradyan     |
| 11  | Armenia  | F       | Hrachia Mikaelyan  |
| 13  | Armenia  | F       | Gevorg Poghosyan   |
| 15  | Brazilia | M       | Aquileison Scaion  |

| Nr. |          | Poziție | Jucător                    |
| --- | -------- | ------- | -------------------------- |
| 16  | Brazilia | M       | Thiago Manoel de Souza     |
| 17  | Armenia  | A       | Artyom Adamyan             |
| 19  | Brazilia | M       | Cléber Luís Rodrigues      |
| 20  | Armenia  | A       | Narek Beglaryan            |
| 21  | Brazilia | M       | Kléber Silva do Nascimento |
| 22  | Brazilia | F       | Alex Enrique da Silva      |
| 23  | Rusia    | F       | Nikita Fursin              |
| 25  | Brazilia | A       | Tales Fernando Campos      |
| 81  | Armenia  | P       | Felix Hakobyan             |
|     | Rusia    | P       | Aleksandr Lapin            |
|     | Armenia  | F       | Hovhannes Tahmazyan        |
|     | Armenia  | F       | Marat Mkrtchyan            |
|     | Armenia  | M       | David Grigoryan            |

## FC MIKA în Europa

Vechiul logo al FC Mika

| Competiție | Meciuri | V | E | Î | Gm | Gp |
| ---------- | ------- | - | - | - | -- | -- |
| Cupa UEFA  | 14      | 3 | 2 | 9 | 8  | 25 |

### Detalii
| Sezon   | Competiție | Rundă |          | Club                   | Scor     |
| ------- | ---------- | ----- | -------- | ---------------------- | -------- |
| 2000/01 | Cupa UEFA  | TR    | România  | Rapid București        | 0-3, 1-0 |
| 2001/02 | Cupa UEFA  | TR    | România  | FC Brașov              | 1-5, 0-2 |
| 2004/05 | Cupa UEFA  | TR    | Ungaria  | Honvéd FC              | 0-1, 1-1 |
| 2005/06 | Cupa UEFA  | TR    | Germania | FSV Mainz 05           | 0-4, 0-0 |
| 2006/07 | Cupa UEFA  | TR    | Elveția  | BSC Young Boys         | 1-3, 0-1 |
| 2007/08 | Cupa UEFA  | TR    | Ungaria  | MTK Budapesta          | 1-0, 1-2 |
|         |            | TR    | Slovacia | FC Artmedia Bratislava | 2-1, 0-2 |

## Palmares
- Cupa Armeniei: 5

( 2000, 2001, 2003, 2005, 2006 )
- Supercupa Armeniei: 1

( 2005 )